# Oddesund
Oddesund är ett sund i Limfjorden i Danmark.   Det ligger i Region Mittjylland, i den nordvästra delen av landet, 260 km väster om  Köpenhamn.
På östra sidan sundet ligger Grisetåodde, på västra sidan ligger Sunddraget med järnvägsstationen Oddesund Nord. Över sundet går Oddesundbroen med både väg och järnväg. 